# یوشیتامی کورویوا
یوشیتامی کورویوا (انگلیسی: Yoshitami Kuroiwa; ۱ ژانویهٔ ۱۹۳۱ – ۰ دسامبر ۲۰۱۲) تدوین‌گر اهل ژاپن بود.